# Joan Tomàs Campasol
Joan Tomàs Campasol (* 17. května 1985, Girona, Španělsko) je španělský fotbalový záložník, od roku 2013 hráč kyperského klubu AEK Larnaka. Hraje na postu levého křídla.

## Klubová kariéra
- RCD Espanyol (mládež)
- RCD Espanyol B 2003–2007
- →  UE Lleida (hostování) 2006–2007
- Alicante CF 2007–2008
- Villarreal CF 2008–2010
- Celta de Vigo 2010–2013
- AEK Larnaka 2013–